# LGBT práva v Íránu

Duhová mapa Íránu

Homosexuální jednání se v Íránu začalo trestat ve 30. letech 20. století. Veškerá sexuální aktivita mezi osobami stejného pohlaví se zde trestá vězením, bičováním nebo v některých případech i smrtí.. Zákony proti sodomii jsou přísnější vůči homosexuálním mužům než vůči homosexuálním ženám. Současný íránský prezident navíc popírá veškerou přítomnost LGBT osob ve své zemi. Tvrdí, že tenhle fenomén v jejich zemi nemají, za což sklidil mezinárodní kritiku z řad OSN.
Stejně jako homosexuální aktivita je v Íránu také trestný sexuální styk mimo manželství. Transsexuálním osobám je zde ale přiznáváno právo na změnu pohlaví. Írán je jedna za zemí, kde je největší počet provedených operativních změn pohlaví, která je nutná i pro formální změnu. Operace jsou hrazeny vládou pouze částečně. Je zde ale vyvíjen tlak na to, aby je stát proplácel zcela. Transsexuálové v Íránu i tak ale stále čelí netoleranci a nepřijetí ve společnosti.

## Dějiny LGBT v Íránu

### Před nástupem islámu
Historie homosexuality v Íránu se skládá z období, kdy byla velmi podporována, a období, kdy byla zase naopak tvrdě potlačována.
Období Zoroastrianismu, které sáhá až do dob Sásánovské říše, se zakládalo na tom, že veškeré stejnopohlavní aktivity, jak aktivní, tak i pasivní, jsou dílem ďábla a je nutné je vymýtit. Toto období, v němž byl striktně zapovídán dřívější polyteismus a pederastie, vyvrcholilo konfliktem v období Achaimenovské říše.

### Nástup islámu
Hadís vypovídající o činech proroka Mohameda říká, že homosexualita nemá své místo na území Arabského poloostrova. Postoj Koránu k homosexualitě jako sodomii je dost nejasný. Islámští duchovní se v této oblasti více řídili tím, co praví Hadís a spisy vypovídající o životě proroka Mohameda, a homosexualitu posuzují jako zločin proti božímu právu. Tresty za Hudúd byly v té době dost přísné.

### Írán v období 20. století
Homosexualita na území Íránu byla tvrdě trestána až do období vlády Dynastie Pahlaví, kdy byla tolerována. Existují i zdroje o homosexuálních svatbách, nicméně nejsou spolehlivé. V 70. letech se v Íránu také zakládaly LGBT organizace a noční kluby, v nichž byla homosexualita tolerována. Přesto ale byla stále tabu a LGBT lidé jí často skrývali před přáteli i rodinou kvůli nepochopení. Ani zde neexistovaly žádné poradny zabývající se problematikou homosexuální mládeže. Někteří Íránci říkají, že Íránská islámská revoluce byla také důsledkem morálního úpadku íránské společnosti, jenž zahrnoval i veřejnou fotku z homosexuální svatby v období šáhova režimu, a i ten je důvodem silné homofobie v dnešním Íránu. Po revoluci se nová vláda začala čím dál víc vracet ke starým islámským zásadám a po novele trestního zákoníku začala tvrdě trestat a perzekvovat homosexuály a transexuály. Teprve až roku 1986 bylo transsexuálům přiznáno právo na změnu pohlaví, a byli považováni za heterosexuály, jelikož jejich sexuální orientace je vůči jejich psychickému pohlaví zpravidla heterosexuální.

## Zákon a homosexualita v současném Íránu

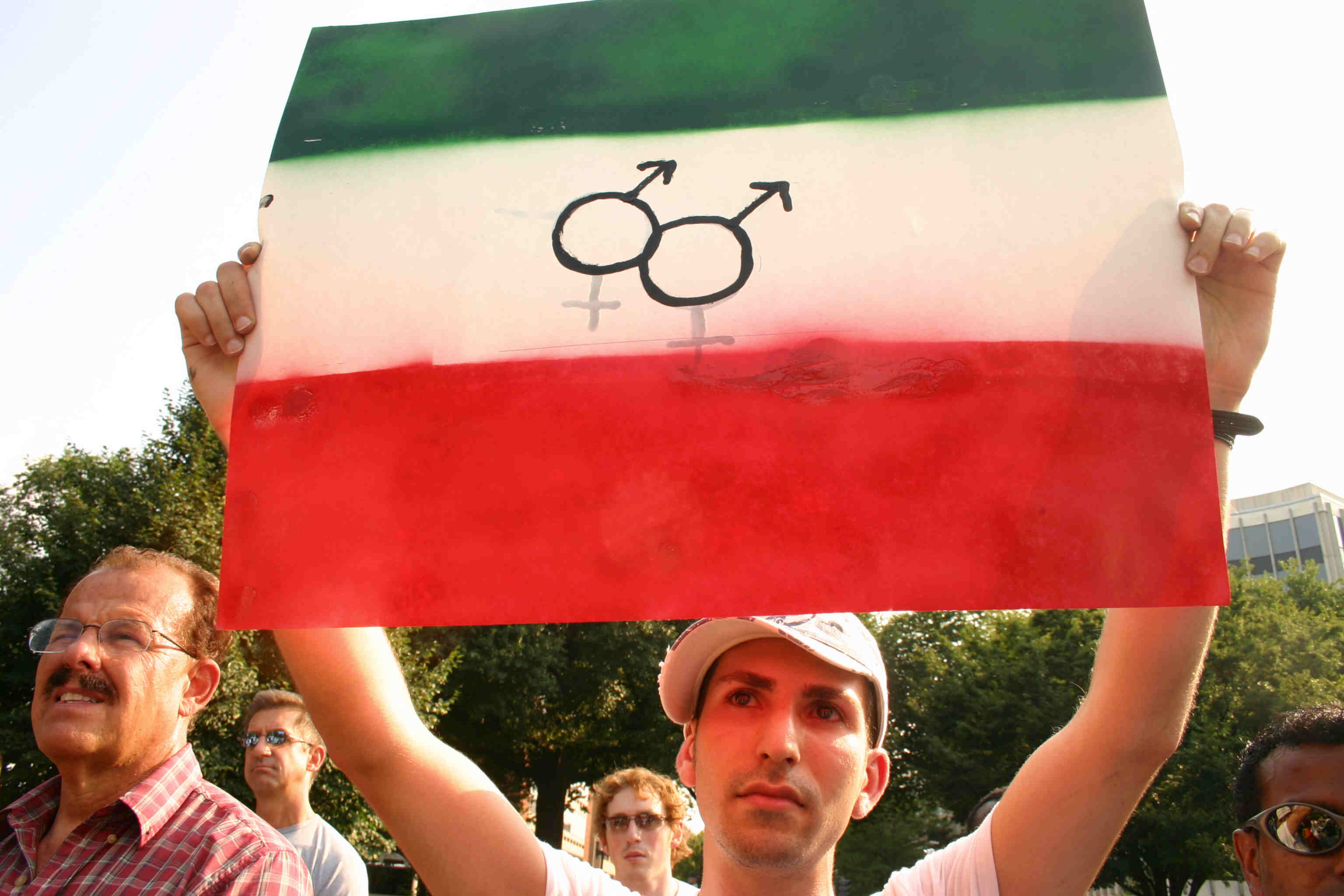

### Mužská homosexualita
Trestný čin sodomie může být v některých případech trestán smrtí vůči obou osob bez ohledu na jejich aktivitu či pasivitu. Pokud jsou oba muži plnoletí a trestný čin spáchali za vzájemného souhlasu, záleží na soudci jaký trest za sodomii jim udělí. Pokud jedna z osob byla obětí znásilnění a stejnopohlavní styk s ní byl vykonán proti její vůli, je odsouzen pouze násilník. Pokud trestný čin spáchali dva nezletilí za vzájemného souhlasu, jsou odsouzeni k 74 ranám bičem. Usvědčení ze sodomie je možné buď z vlastního přiznání pachatele a nebo z usvědčení čtyř mužů zákona.

### Ženská homosexualita
Lesbismus je v Íránu považován za trestný čin sodomie stejně jako sexuální styk mezi muži. Pokud jsou dvě zletilé ženy usvědčeny z trestného činu sodomie, jsou potrestány 50 ranami bičem. V případě recidivy jsou ženy po čtvrtém usvědčení ze sodomie popraveny. Případy odsouzených leseb jsou v Íránu stejně známy jako případy odsouzených gayů.

### Cizoložství
Kromě stejnopohlavního styku je v Íránu taky trestným činem pohlavní styk mimo manželství, který je uplatňován vůči heterosexuálním jedincům majícím sex před svatbou. Veškerá sexuální aktivita je legální pouze v rámci manželství.

## Veškeré zákony týkající se LGBT osob
| Legální stejnopohlavní styk                                                              | Ilegální (vězení, výprask nebo trest smrti)      |
| Stejný věk legální způsobilosti k pohlavnímu styku pro obě orientace                     | (pohlavní styk legální pouze v rámci manželství) |
| Anti-diskriminační zákony v zaměstnání                                                   | No                                               |
| Anti-diskriminační zákony ve službách a v obchodu                                        | No                                               |
| Anti-diskriminační zákony v ostatních oblastech(nepřímá diskriminace, homofobní projevy) | No                                               |
| Stejnopohlavní manželství                                                                | Ilegální                                         |
| Stejnopohlavní soužití                                                                   | No                                               |
| Adopce dítěte stejnopohlavního partnera                                                  | No                                               |
| Společná adopce                                                                          | No                                               |
| Homosexuální jednotlivec může sloužit v armádě                                           | No                                               |
| Možnost změny pohlaví                                                                    | (musí dojít i k chirurgické změně)               |
| Možnost umělého oplodnění pro lesbické ženy                                              | No                                               |
| Možnost náhradního mateřství                                                             | No                                               |